# L'Affaire Coffin
Pour plus de détails, voir Fiche technique et Distribution.
L'Affaire Coffin est un film québécois réalisé par Jean-Claude Labrecque et sorti en 1980, à propos de l'affaire Coffin, une célèbre affaire judiciaire des années 1950.

## Synopsis
En 1953, dans la forêt de Gaspé, sont retrouvés trois corps apparemment à moitié dévorés par des ours. Afin d'éviter des répercussions sur le tourisme, Maurice Duplessis, le premier ministre du Québec, accuse le prospecteur gaspésien Wilbert Coffin.

## Fiche technique
- Titre anglais :  The Coffin Affair
- Réalisation : Jean-Claude Labrecque
- Production : Robert Ménard
- Scénario : Jacques Benoît et Robert Ménard, d'après le livre de J'accuse les assassins de Coffin de Jacques Hébert
- Photographie : Pierre Mignot
- Musique : Anne Lauber
- Montage : André Corriveau
- Direction artistique : Vianney Gauthier
- Costumes : Louise Jobin
- Durée : 107 minutes
- Lieu de tournage : Gaspésie, Québec
- Date de sortie : 10 septembre 1980

## Distribution
- Gabriel Arcand : Alain Courtemanche
- August Schellenberg : Wilbert Coffin
- Thomas Donohue : Capitaine Lucien Marois
- Yvon Dufour : Capitaine Roland Forget
- Micheline Lanctôt : Maureen Patterson
- Roger Lebel : Pascal Dion
- Jean-Marie Lemieux : Ben Ménard
- Aubert Pallascio : Sergent René Bourdon
- Raymond Cloutier : Le chauffeur de taxi

## Autour du film
L’Affaire Coffin est le troisième long-métrage de fiction de Jean-Claude Labrecque, un cinéaste surtout connu comme documentariste et directeur de la photographie.  Dans son deuxième film de fiction, Les Vautours, lancé cinq ans plus tôt, Labrecque évoquait déjà la période duplessiste.  
L’Affaire Coffin est basé sur un  fait divers véridique qui a fait couler beaucoup d'encre  et le scénario, écrit par le journaliste et romancier Jacques Benoit, s'appuie sur une recherche minutieuse.  L'œuvre ne s'en présente pas moins comme une fiction.  Ainsi, à part celui de Coffin, les noms de tous les protagonistes ont été changés. 
Le film sort en septembre 1980, quelques mois après Cordélia, un film de Jean Beaudin qui reconstitue un autre épisode controversé de l'histoire judiciaire du Québec, la condamnation de Cordélia Viau.
La sortie de l'Affaire Coffin ne passe pas inaperçue  et certain des témoins ou participants de l'époque prendront position pour ou contre le film.  Parmi les détracteurs, on compte Jules  Deschênes, alors juge en chef de la Cour Supérieure et Paul  Miquelon,  qui avait  été  le  procureur  de  la  Couronne  dans   cette  affaire.  Le film est défendu par Jacques Hébert, homme politique et  auteur de deux livres prenant la défense de Coffin.
En 1990, Labrecque réalisera le documentaire L'Histoire des Trois, dans lequel il aborde à nouveau la période duplessiste. 

## Nominations et récompenses
Le film est nommé à quatre reprises lors des Prix Génie en 1981 :
- Prix Génie du meilleur acteur : August Schellenberg
- Meilleure actrice dans un second rôle : Micheline Lanctôt
- Prix Génie du meilleur réalisateur : Jean-Claude Labrecque
- Meilleur scénario original : Jean-Claude Labrecque, Jacques Benoit